# Stephan Andrist
Stephan Andrist (Erlenbach im Simmental, 12 december 1987) is een Zwitsers voetballer (middenvelder) die sinds 2011 voor de Zwitserse eersteklasser FC Basel uitkomt. Eerder speelde hij voor FC Thun.